# Melanophryniscus langonei
Melanophryniscus langonei é uma espécie de anfíbio anuro da família Bufonidae. Está presente no Uruguai. A UICN classificou-a como em perigo crítico.